# Отац (британски филм из 2020)
Отац (енгл. The Father) је психолошки драмски филм из 2020. године, режисера Флоријана Зелера у свом редитељском дебију; написао је сценарио са колегом драматургом Кристофером Хемптоном према сопственој позоришној представи Le Père из 2012. године, која је део трилогије која такође укључује Le Fils и The Mother. Овај филм је друга адаптација те представе, након филма Флорида из 2015. године. Рађен је у француско-британској копродукцији, а главне улоге тумаче Ентони Хопкинс, Оливија Колман, Марк Гатис, Имоџен Путс, Руфус Суел и Оливија Вилијамс. Прича прати осамдесетогодишњака који живи са деменцијом.
Отац је премијерно приказан 27. јануара 2020. на Филмском фестивалу Санденс, а Sony Pictures Classics га је објавио 26. фебруара 2021. у Сједињеним Државама, UGC Distribution 26. маја 2021. у Француској и Lionsgate UK 11. јуна исте године у Уједињеном Краљевству. Филм је зарадио 28 милиона долара са буџетом од 6 милиона долара и добио је позитивне критике критичара, који су нарочито похвалили глуму Хопкинса и Колманове, као и вредности продукције и филмски приказ деменције.
На 93. додели Оскара, Хопкинс је освојио оног за најбољег глумца, а Зелер и Хемптон су награђени за најбољи адаптирани сценарио; филм је укупно био номинован у шест категорија, укључујући најбољи филм и најбољу споредну глумицу (Оливија Колман). На 78. додели Златних глобуса, филм је имао четири номинације, укључујући ону за најбољи драмски филм, а био је номинован у шест категорија на 74. додели награда БАФТА, освојивши за најбољег глумца (Хопкинс) и за најбољи адаптирани сценарио. Поред тога, Хопкинс и Колманова су били номиновани за најбољег главног глумца и најбољу споредну глумицу на 27. додели награда Удружења филмских глумаца.

## Радња
Ен посећује свог оца Ентонија у његовом стану након што је он отерао последњу од неколико неговатељица. Он има деменцију и стално заборавља важне животне догађаје и где се ствари налазе у његовом стану, укључујући његов сат. Он говори Ен да верује да му је његоватељица украла сат, као и да се никада неће иселити из свог стана. Она говори Ентонију да се сели у Париз да би била са мушкарцем кога је упознала, што Ентонија збуњује јер се он не сећа ниједног мушкарца у њеном животу од краја њеног брака са Џејмсом. Ен каже да ће она морати да га пресели у старачки дом, ако он настави да одбија да има неговатељицу.
Следећег дана, Ентони наилази на непознатог човека, Пола, у свом стану. Пол говори да је Енин муж и да Ентони живи у њиховом стану. Ен се враћа, али Ентонију изгледа као друга жена. Када нова неговатељица, Лора, стигне да се договори око посла, Ентони јој каже да је био професионални плесач и инсистира да му није потребна никаква помоћ. Ентони касније говори да га Лора подсећа на његову другу ћерку Луси, коју дуго није видео.
Ентони је одведен код лекара и одбацује помисао да има проблема са памћењем. Касније, он каже Лори колико је поносан на Луси, сликарку. Она му говори да јој је жао због Лусине несреће, али Ентони је збуњен јер се не сећа тога. Током филма постаје јасно да Ентони заиста годинама живи са Ен, али верује да и даље живи у свом стану. Након што се Ен вратила кући, она и њен муж – који се понекад зове Пол, а понекад Џејмс, а појављује се као два различита мушкарца – се свађају око одмора који су морали да откажу због Ентонијевих потреба и око Ениног пожртвовања за свог оца. Пол пита Ентонија колико дуго планира да остане у њиховом стану и да нервира све; овај след догађаја се понавља касније, а другом приликом Пол га ошамари.
Ентони се буди и излази из стана, нашавши се у болничком ходнику. Сећа се Луси како је лежала у болничком кревету са крвљу на лицу. Тада се буди у потпуно другој спаваћој соби, која је у старачком дому. Стиже његова медицинска сестра, која се раније појављивала и као Ен и Лора, али се представља као Кетрин. Обавештава га да Ен живи у Паризу и да га повремено посећује викендом. Медицински помоћник по имену Бил такође долази у посету, идентичан једном од мушкараца који су раније изгледали као Енин муж. Ентони се расплаче због своје неспособности да разуме шта му се дешава, као и због Ениног нестанка. Каже да жели своју мајку и да „губи лишће, грање, ветар и кишу”. Кетрин га теши и говори му да ће га касније одвести у парк.

## Улоге
| Глумац           | Улога    |
| ---------------- | -------- |
| Ентони Хопкинс   | Ентони   |
| Оливија Колман   | Ен       |
| Руфус Суел       | Пол      |
| Имоџен Путс      | Лора     |
| Оливија Вилијамс | жена     |
| Марк Гатис       | човек    |
| Ајша Даркер      | др Сарај |

## Продукција
У мају 2019. објављено је да ће Флоријан Зелер режирати филм и написати сценарио са Кристофером Хемптоном на основу сопствене позоришне представе. Ентони Хопкинс, Оливија Колман, Марк Гатис, Имоџен Путс, Руфус Суел и Оливија Вилијамс придружили су се касније тог месеца, а снимање је почело 13. маја. Филм је сниман у Лондону.

## Објављивање
Филм је премијерно приказан 27. јануара 2020. на Филмском фестивалу Санденс. Пре тога, Sony Pictures Classics и Lionsgate стекли су права дистрибуције филма у САД и Уједињеном Краљевству. Такође је приказан на Међународном филмском фестивалу у Торонту 14. септембра 2020, као и на фестивалу Америчког филмског института у октобру исте године.
У Сједињеним Државама, филм је почео са ограниченим приказивањем у Њујорку и Лос Анђелесу 26. фебруара 2021, пре него што је његово издање проширено 12. марта, а затим је био доступан путем премијум услуге видео на захтев од 26. марта, након што је првобитно планирано да буде објављен 18. децембра 2020. године. Филм је објављен у Индији 23. априла 2021, као и у Уједињеном Краљевству 11. јуна исте године, одложен од ранијих датума издања 8. јануара и 12. марта због другог таласа пандемије ковида 19. Филм је објављен у континенталној Кини 18. јуна 2021. године.

## Пријем

### Зарада
Филм је зарадио 2,1 милиона долара у Сједињеним Државама и Канади, као и 26,1 милиона долара у остатку света, што чини укупну зараду од 28,2 милиона долара широм света.
Током премијерног викенда филма у Сједињеним Државама, филм је зарадио 433.611 долара у 865 биоскопа, заузевши осмо место на благајнама. Током викенда након што је објављено да је номинован за шест Оскара, филм је зарадио 355.000 долара у 937 биоскопа. Након освајања два Оскара, филм је зарадио 147.000 долара у 713 биоскопа, што је укупно износило 1,9 милиона долара.
У Шпанији је филм зарадио 171.901 долара током првог викенда приказивања у 156 биоскопа, затим 160.378 долара током другог и 54.901 долара током трећег викенда.

### Критике
На сајту Rotten Tomatoes филм има рејтинг одобравања од 98% на основу 279 рецензената, са просечном оценом од 8,7/10. Консензус критичара сајта гласи: „Предвођен звезданим представама и вешто навођен сценаристом и редитељем Флоријаном Зелером, Отац представља разорно емпатичан приказ деменције.” Metacritic му је доделио пондерисану просечну оцену 88/100 на основу 51 критичара, што указује на „универзално признање”. Према критичком сервису PostTrak, 84% публике дало је филму позитивну оцену, док је 54% рекло да би га дефинитивно препоручило.
Пишући за Variety, Овен Глајберман је изјавио: „Отац ради нешто што је само неколико филмова о менталном погоршању у старости изазвало на овакав начин, или овако у потпуности. Ставља нас у ум некога ко губи разум – и то чини тако што открива тај ум као место наизглед рационалног и кохерентног искуства”. За The Guardian, Бенџамин Ли је написао о Хопкинсовој глуми: „То је задивљујући, срцепарајући перформанс, гледати га како покушава рационално да објасни себи и онима око себе шта доживљава. У неким од најтиших узнемирујућих тренутака у филму, његов свет се поново мења, али он остаје тих, знајући да ће сваки покушај да доведе у питање шта га се дешава бити занемарен. Хопкинс има пуну гаму емоција, од беса до чежње за мајком попут малог детета, и никада не делује као да је то особина лика, упркос нашем дружењу с њим као глумцем са богатом каријером.”
Тод Макарти из часописа The Hollywood Reporter написао је: „Као најбољи филм о ценама старења од Љубави пре осам година, Отац има проницљив, суптилан и нијансиран поглед на растућу деменцију и данак који узима онима који су у непосредној близини оболелих. Представљен фантастичном глумом Ентонија Хопкинса као поносног [човека] који негира своје стање, ово продорно дело обележава изванредан редитељски деби француског аутора представе Флоријана Зелера.”
Пишући за IndieWire, Дејвид Ерлих је прокоментарисао: „Зелер прилагођава своју награђивану истоимену представу са челичном визијом и изузетним самопоуздањем, док истовремено користи камеру као да стоји иза ње читавог живота... У Зелеровим рукама, оно што изгледа као наизглед конвенционални портрет погубљеног старца док бесни против своје ћерке и неговатељица полако се открива као бриљантна студија ума на мору и неописивог бола гледања како се неко дави.”
Пишући за The New York Times, Џенет Кацулис је изјавила да је Отац „невероватно ефикасан и дубоко узнемирујући” и описала га као „величанствени приказ ствари које нестају”. Ен Билсон из новина The Guardian оценила је Хопкинсов наступ у филму као најбољи у његовој каријери.

### Селекције
- Филмски фестивал Санденс: званична селекција
- Филмски фестивал у Торонту: званична селекција[35]
- Филмски фестивал у Телјурајду: званична селекција[36]
- Филмски фестивал у Сан Себастијану: селекција Бисери
- Филмски фестивал у Цириху:[37] званична селекција
- Филмски фестивал у Хемптонсу: званична селекција[38]
- Британски филмски фестивал Динард[39]

### Награде
| Награда                                          | Категорија                           | Освајач                                                                         | Резултат   | Реф.          |
| ------------------------------------------------ | ------------------------------------ | ------------------------------------------------------------------------------- | ---------- | ------------- |
| Награде ААКТА                                    | Најбољи међународни глумац           | Ентони Хопкинс                                                                  | Номинација | [ 40 ]        |
| Награде ААКТА                                    | Најбоља међународна споредна глумица | Оливија Колман                                                                  | Освојено   | [ 40 ]        |
| Награде ААКТА                                    | Најбољи међународни сценарио         | Флоријан Зелер и Кристофер Хемптон                                              | Номинација | [ 40 ]        |
| Награде ААКТА                                    | Најбољи међународни филм             | Флоријан Зелер                                                                  | Номинација | [ 40 ]        |
| Награде AARP                                     | Најбољи глумац                       | Ентони Хопкинс                                                                  | Освојено   | [ 41 ]        |
| Оскар                                            | Најбољи филм                         | Дејвид Парфит, Жан-Луј Ливи и Филип Каркасон                                    | Номинација | [ 42 ]        |
| Оскар                                            | Најбољи глумац                       | Ентони Хопкинс                                                                  | Освојено   | [ 42 ]        |
| Оскар                                            | Најбоља споредна глумица             | Оливија Колман                                                                  | Номинација | [ 42 ]        |
| Оскар                                            | Најбољи адаптирани сценарио          | Флоријан Зелер и Кристофер Хемптон                                              | Освојено   | [ 42 ]        |
| Оскар                                            | Најбоља монтажа                      | Јоргос Лампринос                                                                | Номинација | [ 42 ]        |
| Оскар                                            | Најбоља сценографија                 | Питер Френсис и Кети Федерстон                                                  | Номинација | [ 42 ]        |
| Награде Удружења филмских критичара Остина       | Најбољи глумац                       | Ентони Хопкинс                                                                  | Номинација | [ 43 ]        |
| Награде Удружења филмских критичара Остина       | Најбоља споредна глумица             | Оливија Колман                                                                  | Номинација | [ 43 ]        |
| Награде Удружења филмских критичара Остина       | Најбољи сценарио                     | Флоријан Зелер и Кристофер Хемптон                                              | Номинација | [ 43 ]        |
| Награде Удружења филмских критичара Остина       | Најбоља монтажа                      | Јоргос Лампринос                                                                | Номинација | [ 43 ]        |
| Награде БАФТА                                    | Најбољи филм                         | Дејвид Парфит, Жан-Луј Ливи и Филип Каркасон                                    | Номинација | [ 44 ]        |
| Награде БАФТА                                    | Најбољи британски филм               | Дејвид Парфит, Жан-Луј Ливи, Филип Каркасон, Флоријан Зелер и Кристофер Хемптон | Номинација | [ 44 ]        |
| Награде БАФТА                                    | Најбољи глумац у главној улози       | Ентони Хопкинс                                                                  | Освојено   | [ 44 ]        |
| Награде БАФТА                                    | Најбољи адаптирани сценарио          | Флоријан Зелер и Кристофер Хемптон                                              | Освојено   | [ 44 ]        |
| Награде БАФТА                                    | Најбоља монтажа                      | Јоргос Лампринос                                                                | Номинација | [ 44 ]        |
| Награде БАФТА                                    | Најбоља сценографија                 | Питер Френсис                                                                   | Номинација | [ 44 ]        |
| Британске независне филмске награде              | Најбољи независни британски филм     | Најбољи независни британски филм                                                | Номинација | [ 45 ]        |
| Британске независне филмске награде              | Најбољи режисер                      | Флоријан Зелер                                                                  | Номинација | [ 45 ]        |
| Британске независне филмске награде              | Најбољи глумац                       | Ентони Хопкинс                                                                  | Освојено   | [ 45 ]        |
| Британске независне филмске награде              | Најбољи сценарио                     | Флоријан Зелер и Кристофер Хемптон                                              | Освојено   | [ 45 ]        |
| Британске независне филмске награде              | Најбоља монтажа                      | Јоргос Лампринос                                                                | Освојено   | [ 45 ]        |
| Британске независне филмске награде              | Најбоља сценографија                 | Питер Френсис                                                                   | Номинација | [ 45 ]        |
| Награда Бостонског друштва филмских критичара    | Најбољи нови филмаџија               | Флоријан Зелер                                                                  | Освојено   | [ 46 ]        |
| Награда Бостонског друштва филмских критичара    | Најбољи глумац                       | Ентони Хопкинс                                                                  | Освојено   | [ 46 ]        |
| Награда Сезар                                    | Најбољи међународни филм             | Најбољи међународни филм                                                        | Освојено   | [ 47 ]        |
| Међународни филмски фестивал Садбери             | Награда по избору публике            | Награда по избору публике                                                       | Освојено   | [ 48 ]        |
| Награда Удружења филмских критичара Чикага       | Најбољи глумац                       | Ентони Хопкинс                                                                  | Номинација | [ 49 ]        |
| Награда Удружења филмских критичара Чикага       | Најбољи сценарио                     | Флоријан Зелер и Кристофер Хемптон                                              | Номинација | [ 49 ]        |
| Филмска награда по избору критичара              | Најбољи глумац                       | Ентони Хопкинс                                                                  | Номинација | [ 50 ]        |
| Филмска награда по избору критичара              | Најбоља споредна глумица             | Оливија Колман                                                                  | Номинација | [ 50 ]        |
| Филмска награда по избору критичара              | Најбољи адаптирани сценарио          | Флоријан Зелер и Кристофер Хемптон                                              | Номинација | [ 50 ]        |
| Филмска награда по избору критичара              | Најбоља монтажа                      | Јоргос Лампринос                                                                | Номинација | [ 50 ]        |
| Награде Удружења режисера Америке                | Најбољи режисерски деби              | Флоријан Зелер                                                                  | Номинација | [ 51 ]        |
| Европске филмске награде                         | Најбољи филм                         | Отац                                                                            | Номинација | [ 52 ]        |
| Европске филмске награде                         | Најбољи режисер                      | Флоријан Зелер                                                                  | Номинација | [ 52 ]        |
| Европске филмске награде                         | Најбољи сценарио                     | Флоријан Зелер и Кристофер Хемптон                                              | Освојено   | [ 52 ]        |
| Европске филмске награде                         | Најбољи глумац                       | Ентони Хопкинс                                                                  | Освојено   | [ 52 ]        |
| Награда Круга филмских критичара Флориде         | Најбољи режисер                      | Флоријан Зелер                                                                  | Номинација | [ 53 ]        |
| Награда Круга филмских критичара Флориде         | Најбољи први филм                    | Флоријан Зелер                                                                  | Номинација | [ 53 ]        |
| Награда Круга филмских критичара Флориде         | Најбољи глумац                       | Ентони Хопкинс                                                                  | Освојено   | [ 53 ]        |
| Награда Круга филмских критичара Флориде         | Најбољи адаптирани сценарио          | Флоријан Зелер и Кристофер Хемптон                                              | Номинација | [ 53 ]        |
| Награда Удружења филмских критичара Џорџије      | Најбољи филм                         | Најбољи филм                                                                    | Номинација | [ 54 ]        |
| Награда Удружења филмских критичара Џорџије      | Најбољи глумац                       | Ентони Хопкинс                                                                  | Номинација | [ 54 ]        |
| Награда Удружења филмских критичара Џорџије      | Најбоља споредна глумица             | Оливија Колман                                                                  | Номинација | [ 54 ]        |
| Награда Удружења филмских критичара Џорџије      | Најбољи сценарио                     | Флоријан Зелер и Кристофер Хемптон                                              | Номинација | [ 54 ]        |
| Награде Златни глобус                            | Најбољи филм – Драма                 | Најбољи филм – Драма                                                            | Номинација | [ 55 ] [ 56 ] |
| Награде Златни глобус                            | Најбољи глумац – Драма               | Ентони Хопкинс                                                                  | Номинација | [ 55 ] [ 56 ] |
| Награде Златни глобус                            | Најбоља споредна глумица             | Оливија Колман                                                                  | Номинација | [ 55 ] [ 56 ] |
| Награде Златни глобус                            | Најбољи сценарио                     | Флоријан Зелер и Кристофер Хемптон                                              | Номинација | [ 55 ] [ 56 ] |
| Награда Гоја (Шпанија)                           | Најбољи европски филм                | Флоријан Зелер                                                                  | Освојено   | [ 57 ]        |
| Награде Удружења филмских критичара Холивуда     | Најбољи филм                         | Најбољи филм                                                                    | Номинација | [ 58 ]        |
| Награде Удружења филмских критичара Холивуда     | Најбољи глумац                       | Ентони Хопкинс                                                                  | Номинација | [ 58 ]        |
| Награде Удружења филмских критичара Холивуда     | Најбоља споредна глумица             | Оливија Колман                                                                  | Номинација | [ 58 ]        |
| Награде Удружења филмских критичара Холивуда     | Најбољи сценарио                     | Флоријан Зелер и Кристофер Хемптон                                              | Номинација | [ 58 ]        |
| Награде Удружења филмских критичара Холивуда     | Најбоља монтажа                      | Јоргос Лампринос                                                                | Номинација | [ 58 ]        |
| Награда Друштва филмских критичара Хјустона      | Најбољи филм                         | Најбољи филм                                                                    | Номинација | [ 59 ]        |
| Награда Друштва филмских критичара Хјустона      | Најбољи глумац                       | Ентони Хопкинс                                                                  | Номинација | [ 59 ]        |
| Награда Друштва филмских критичара Хјустона      | Најбоља споредна глумица             | Оливија Колман                                                                  | Номинација | [ 59 ]        |
| Награде Удружења филмских критичара Лос Анђелеса | Најбоља монтажа                      | Јоргос Лампринос                                                                | Освојено   | [ 60 ]        |
| Награде Круга филмских критичара Лондона         | Најбољи британски филм               | Најбољи британски филм                                                          | Номинација | [ 61 ]        |
| Награде Круга филмских критичара Лондона         | Најбољи глумац                       | Ентони Хопкинс                                                                  | Номинација | [ 61 ]        |
| Награде Круга филмских критичара Лондона         | Најбољи британски глумац             | Ентони Хопкинс                                                                  | Номинација | [ 61 ]        |
| Premios CEC (Шпанија)                            | Најбољи страни филм                  | Флоријан Зелер                                                                  | Номинација | [ 62 ]        |
| Награде Друштва филмских критичара Сан Дијега    | Најбољи режисер                      | Флоријан Зелер                                                                  | Номинација | [ 63 ]        |
| Награде Друштва филмских критичара Сан Дијега    | Најбољи глумац                       | Ентони Хопкинс                                                                  | Номинација | [ 63 ]        |
| Награде Друштва филмских критичара Сан Дијега    | Најбољи сценарио                     | Флоријан Зелер и Кристофер Хемптон                                              | Освојено   | [ 63 ]        |
| Награде Круга филмских критичара Сан Франциска   | Најбољи глумац                       | Ентони Хопкинс                                                                  | Номинација | [ 64 ]        |
| Награде Круга филмских критичара Сан Франциска   | Најбоља споредна глумица             | Оливија Колман                                                                  | Номинација | [ 64 ]        |
| Награде Круга филмских критичара Сан Франциска   | Најбоља монтажа                      | Јоргос Лампринос                                                                | Номинација | [ 64 ]        |
| Филмски фестивал у Сан Себастијану               | Награда публике                      | Награда публике                                                                 | Освојено   | [ 65 ]        |
| Награде Удружења филмских глумаца                | Најбољи глумац у главној улози       | Ентони Хопкинс                                                                  | Номинација | [ 66 ]        |
| Награде Удружења филмских глумаца                | Најбоља глумица у споредној улози    | Оливија Колман                                                                  | Номинација | [ 66 ]        |
| Награде Сателит                                  | Најбољи филм                         | Најбољи филм                                                                    | Номинација | [ 67 ]        |
| Награде Сателит                                  | Најбољи режисер                      | Флоријан Зелер                                                                  | Номинација | [ 67 ]        |
| Награде Сателит                                  | Најбољи глумац                       | Ентони Хопкинс                                                                  | Номинација | [ 67 ]        |
| Награде Сателит                                  | Најбоља споредна глумица             | Оливија Колман                                                                  | Номинација | [ 67 ]        |
| Награде Сателит                                  | Најбољи адаптирани сценарио          | Флоријан Зелер и Кристофер Хемптон                                              | Освојено   | [ 67 ]        |
| Награде Сателит                                  | Најбоља монтажа                      | Јоргос Лампринос                                                                | Номинација | [ 67 ]        |
| Филмски фестивал у Телјурајду                    | Награда Сребрни медаљон              | Ентони Хопкинс                                                                  | Освојено   |               |
| Филмски фестивал у Торонту                       | Награда Трибут                       | Ентони Хопкинс                                                                  | Освојено   | [ 68 ]        |
| Филмски фестивал у Торонту                       | Награда публике                      | Награда публике                                                                 | Номинација | [ 69 ]        |
| Филмски фестивал у Цириху                        | Награда Златне очи                   | Оливија Колман                                                                  | Освојено   | [ 70 ]        |
| Награде Златни петао (Кина)                      | Најбољи међународни филм             | Најбољи међународни филм                                                        | Освојено   | [ 71 ]        |

## Преднаставак
Наредни филм, Син, заснован на Зелеровој представи из 2018. године, који је најављен као преднаставак филма Отац, објављен је 25. новембра 2022. са Хопкинсом који је поновио своју улогу Ентонија и Зелером који се вратио као сценариста и редитељ.